# Zečak
Zečak je jedan od najatraktivnijih vrhova Samoborskog gorja, visine 795 m, iznad sela Pavkovići. S njega se pruža jedan od najljepših pogleda u Samoborskom gorju prema Japetiću, Noršić Selu i Svetoj Geri. Sam vrh je lijepa i velika prostrana livada, sa šumom na rubu.
Iako sam put prema vrhu vodi većinom kroz šumu, presijecaju ga gorske livade prepune leptira i šumskog cvijeća. Prilaz vrhu je lagan i nije naporan, a moguć je i iz sela, pošto su zadnje kuće nekoliko desetaka metara od samog vrha. Greben na kojem se nalazi Zečak se proteže dalje prema jugu, te predstavlja razvodnicu između Save i Kupe.
Zečak je kontrolna točka 6.2 Hrvatske planinarske obilaznice, 6. kontrolna točka Jaskanskog planinarskog puta, te 10. kontrolna točka Samoborskog scoutskog puta. Žig se nalazi uzidan na kamenu na vrhu, te u kutiji na drvetu. Za preporuku je krenuti iz Slavetića, pošto je to najatraktivnija staza.

## Vanjske poveznice
- Stranica HPS